# カンクゾ
カンクゾ（Cankuzo）は、ブルンジ・ブフムザ県の県都。またカンクゾ郡（コミューン）の行政中心地。ブルンジ東部、国道13号線と国道19号線の交差点に位置する。人口は7,264人（2012年推計）。
1982年から2025年まで存在したカンクゾ県の県都であった。